# Hilda de Luxemburg (gran duquessa de Baden)
Hilda de Luxemburg, gran duquessa de Baden (Palau de Biebrich 1864 - Badenweiler 1952). Princesa de Luxemburg amb el tractament d'altesa gran ducal que esdevingué, arran del seu matrimoni, gran duquessa de Baden.

## Orígens familiars
Nascuda al Palau de Biebrich el dia 5 de novembre de l'any 1864 essent filla del gran duc Adolf I de Luxemburg i de la princesa Adelaida d'Anhalt. Hilda era neta per via paterna del duc Guillem I de Nassau i de la princesa Lluïsa de Saxònia-Hilburghausen i per via materna del duc Frederic Guillem d'Anhalt i de la princesa Carlota de Mecklenburg-Strelitz.

## Núpcies
El dia 20 de setembre de l'any 1885 contragué matrimoni al Castell de Hohenburg amb el gran duc Frederic II de Baden, fill del gran duc Frederic I de Baden i de la princesa Lluïsa de Prússia. La parella no tingué descendència.

## Govern
L'any 1907, el príncep Frederic esdevingué gran duc de Baden i d'aquesta manera Hilda esdevenia gran duquessa. L'any 1918 Frederic renuncià als seus drets al tron i abdica, al mateix moment s'instaurà la República de Weimar. Frederic II fou succeït pel príncep Maximilià de Baden, cosí germà de Frederic.
Hilda de Luxemburg sobrevisqué al seu marit i morí l'any 1952 a la localitat alemanya de Badenweiler. A la mort de Hilda, la majoria de propietats de la casa gran ducal que romanien en mans de la princesa luxemburguesa anaren a parar al príncep Lennart de Suècia, net de la princesa Victòria de Baden i per tant, renebot de Frederic II de Baden.